# Ataxia alboscutellata
Ataxia alboscutellata là một loài bọ cánh cứng trong họ Cerambycidae.